# Wuli

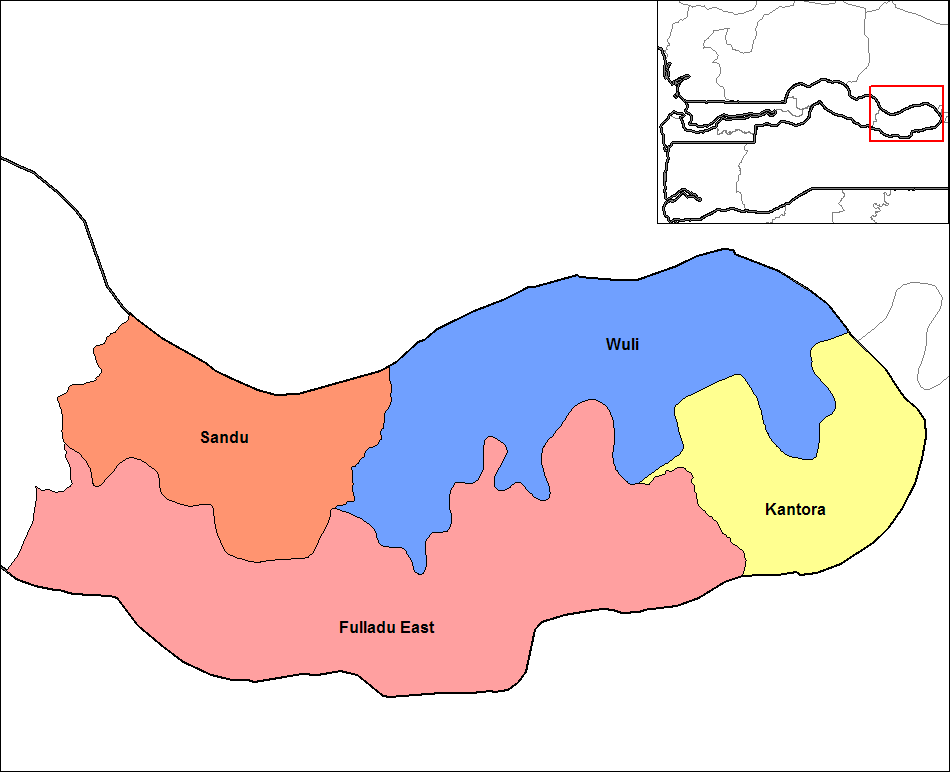
Districten van Upper River.

Wuli is een van de vier districten van de divisie Upper River van Gambia.
Fulladu East · Kantora · Sandu · Wuli